# Maschinenfabrik Demichowo

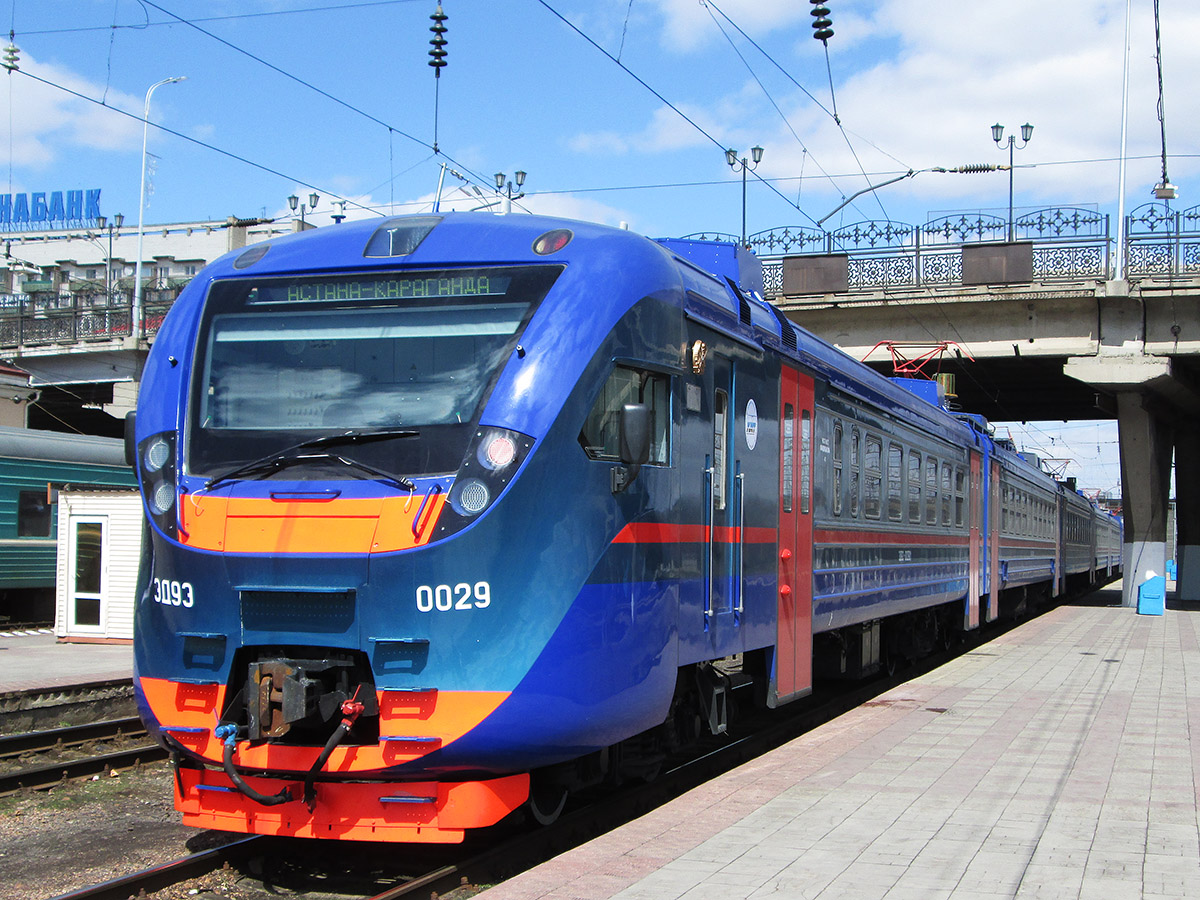
Ein Zug der SŽD-Baureihe ЭД9 in Kasachstan (2014)

Die Maschinenfabrik Demichowo (russisch Демиховский машиностроительный завод, transkr. Demichowski maschinostroitelny sawod, transl. Demihovskij mašinostroitel'nyj zavod, kurz: DMZ) ist ein russischer Eisenbahnhersteller.
Das Werk befindet sich im Dorf Demichowo bei Orechowo-Sujewo, rund 100 km östlich von Moskau. Es wurde 1935 gegründet und gehört zur Transmashholding. DMZ produziert mehr als 80 % aller in Russland hergestellten elektrischen Züge und ist, gemessen an der Zahl der produzierten Waggons, das größte Werk in Europa.